# Mistrzostwa Nordyckie w Zapasach 1979
Mistrzostwa odbyły się w duńskim mieście Randers, 31 marca 1979 roku.

## Tabela medalowa
Gospodarz zawodów został zaznaczony kolorem.
| Poz. | Państwo   |    |    |    | Łącznie |
| ---- | --------- | -- | -- | -- | ------- |
| 1    | Szwecja   | 9  | 10 | 9  | 28      |
| 2    | Finlandia | 8  | 7  | 3  | 18      |
| 3    | Norwegia  | 3  | 2  | 3  | 8       |
| 4    | Dania     | 0  | 1  | 4  | 5       |
|      | Łącznie   | 20 | 20 | 19 | 59      |

## Wyniki

### Styl klasyczny
| Konkurencja            | Złoto            | Srebro          | Brąz            |
| Kategoria do 48 kg     | Kent Andersson   | Jon Rønningen   | Reijo Luokkanen |
| Kategoria do 52 kg     | Patrik Kjellberg | Kauko Kyloennen | Bjarne Nilesen  |
| Kategoria do 57 kg     | Ronny Sigde      | Harri Meriluoto | Ola Asand       |
| Kategoria do 62 kg     | Ilpo Seppälä     | Bjarne Toft     | Morten Brekke   |
| Kategoria do 68 kg     | Tapio Sipilä     | Bertil Ahlgren  | Trond Kvalheim  |
| Kategoria do 74 kg     | Lennart Lundell  | Tatu Kangas     | Lars Nielsen    |
| Kategoria do 82 kg     | Leif Andersson   | Mikko Huhtala   | Pal Berger      |
| Kategoria do 90 kg     | Christer Gulldén | Klaus Mysen     | Kaj Studsgaard  |
| Kategoria do 100 kg    | Tore Hem         | Markku Virtanen | Jan Holmquist   |
| Kategoria ponad 100 kg | Einar Gundersen  | Arne Robertsson | Raimo Karlsson  |

### Styl wolny
| Konkurencja            | Złoto            | Srebro            | Brąz              |
| Kategoria do 48 kg     | Reijo Haaparanta | Kent Andersson    | Ulf Andersson     |
| Kategoria do 52 kg     | Sonny Broman     | Claes Axelsson    | Thomas Karlsson   |
| Kategoria do 57 kg     | Kauko Naavala    | Taisto Kalijaervi | Martti Maekinen   |
| Kategoria do 62 kg     | Jukka Rauhala    | Hannu Rantala     | Joergen Johansson |
| Kategoria do 68 kg     | Pekka Rauhala    | Kenneth Aastedt   | Deszoe Bereczky   |
| Kategoria do 74 kg     | Matti Oevermark  | Eje Marberg       | Nader Mafie       |
| Kategoria do 82 kg     | Jarmo Övermark   | Josef Doka        | Bjoern Rohdin     |
| Kategoria do 90 kg     | Sören Claeson    | Billy Akerfeldt   | Christer Gulldén  |
| Kategoria do 100 kg    | Boerje Nilsson   | Ingvar Karlsson   | Urpo Mattinen     |
| Kategoria ponad 100 kg | Markku Virtanen  | Jan-Ove Andersson | ----              |